# Прусс, Ирина Владимировна
Ири́на Влади́мировна Прусс (род. 31 января 1943, Гурьев, Гурьевская область, Казахская ССР, СССР) — российская журналистка, популяризатор науки, преподавательница русского языка. Многолетний научный редактор журнала «Знание — сила», автор многочисленных публикаций исторической и социологической тематики, интервью с учёными. Член Союза журналистов России.

## Биография
Родилась в казахском городе Гурьев (ныне — Атырау, административный центр одноимённой области) в семье прибалтийского немца Владимира Прусса и белорусской еврейки Марии Шкляр, сосланных в Казахскую ССР из Ленинграда несколькими годами ранее. Правнучка известного российского педагога Якова Мора.
В 1950-х годах жила с родителями в Кургане, где с 1955 года её отец преподавал историю в Курганском государственном педагогическом институте.
В 1960-е годы, после неудачной попытки поступить на факультет журналистики Московского государственного университета имени М. В. Ломоносова, в чём ей было отказано из-за еврейского происхождения, несколько лет проработала корреспондентом одной из районных  газет Курганской области. Позднее всё же смогла поступить в МГУ и переехала в Москву.
В 1966 году окончила филологический факультет МГУ по специальности журналистика, по окончании университета работала в газете «Московский комсомолец».
С 1972 года публиковалась в журнале «Знание — сила», с 1973 по 2019 год состояла в редакции журнала. С 31 марта 2004 года была соучредителем (совместно с Игорем Вирко и Григорием Зеленко) автономной некоммерческой организации «Редакция журнала „Знание — сила“», ликвидированной 20 марта 2017 года, когда журнал перешёл в собственность российского философа и политолога Татьяны Алексеевой.
Публиковалась в журналах «Неприкосновенный запас», «Политические исследования» и других.
Вела занятия на факультете русского языка для иностранцев МГУ, преподавала курс современного русского языка в Уэслианском университете (штат Коннектикут, США).
Живёт в Москве, даёт частные уроки русского языка.

## Семья
В конце 1960-х годов вышла замуж за инженера из Украины Павла Валентиновича Минаева, с которым познакомилась во время учёбы в университете. Имеет дочь Анну, которая занимается фольклористикой и историей, и двух внуков — лингвиста Фёдора и шахматиста Сергея.

### Книги
- Якобсон С. Г., Прусс И. В. Последняя победа Буратино : (Формирование морального сознания у дошкольника). — М. : Знание, 1983. — 96 с. : ил. — (Народный университет. Педагогический факультет ; № 8).
  - То же, журн. вариант:  Последняя победа Буратино, 1979
- Новая эпоха. Лучшие менеджеры России : Всероссийский общественный проект / Обществ. фонд «Лучшие менеджеры новой эпохи» ; [И. В. Прусс]  … [и др.]. — М. : Общественный фонд «Лучшие менеджеры», 2001. — 318, [1] с. : цв. ил., портр.

### Статьи, рецензии, интервью
1972
- Прусс И. В. Финансы : рецензия-интервью // Знание — сила. — 1972. — № 10. — С. 36—38. — Рец. на кн.: Осипович Л. Я. Финансы промышленности : Программированное учебное пособие : [в 2 ч.]. — М. : Финансы, 1970—1973.

1975
- Прусс И. В. Социологи — о театре : Пятьсот страниц на ротапринте // Знание — сила. — 1975. — № 5. — С. 27—29.
- Прусс И. В. Разрешите войти // Знание — сила. — 1975. — № 11. — С. 21—23.

1976
- Прусс И. В. Как живёте? // Знание — сила. — 1976. — № 7. — С. 35—36.

1977
- Прусс И. В. После работы : Быт городских рабочих с начала века до конца столетия // Знание — сила. — 1978. — № 1. — С. 34—36. — Рец. на кн.: Гордон Л. А., Клопов Э. В., Оников Л. А. Черты социалистического образа жизни: быт городских рабочих вчера, сегодня, завтра. — М. : Знание, 1977. — 159 с.

1978
- Прусс И. В. Поймите меня правильно // Знание — сила. — 1978. — № 2. — С. 29—31.
- Прусс И. В. С чего начинается прогноз // Знание — сила. — 1978. — № 7. — С. 28—30.
- Прусс И. В. Как делается прогноз : [Беседа с членом-корреспондентом АН СССР Т. И. Заславской] // Знание — сила. — 1978. — № 8. — С. 32—34.
- Прусс И. В. Профессия — инженер // Знание — сила. — 1978. — № 10. — С. 35—38 ; № 11. — С. 33—35 ; № 12. — С. 26—28.

1979
- Прусс И. В. Последняя победа Буратино // Знание — сила. — 1979. — № 10. — С. 31—34.
  - То же, кн. вариант:  Последняя победа Буратино, 1983
- Прусс И. В. Пекс, Бирлимбом и другие : Репортаж из лаборатории психологов // Знание — сила. — 1979. — № 11. — С. 28—30.

1981
- Прусс И. В. Учимся учиться // Знание — сила. — 1981. — № 9. — С. 16—18.
- Прусс И. В. Туда… А обратно? : Беседа с членом-корреспондентом АН СССР Т. И. Заславской, зав. сектором социологии города и деревни Института экономики и организации промышленного производства Сибирского отделения АН СССР // Знание — сила. — 1981. — № 12. — С. 10—11.

1982
- Прусс И. В. Деревни большой страны // Знание — сила. — 1982. — № 2. — С. 6—9.

1983
- Прусс И. В. «Что такое хорошо и что такое плохо» в исполнении детей // Знание — сила. — 1983. — № 3. — С. 18—20.
- Прусс И. В. «В печать!» : Как делается наш журнал // Знание — сила. — 1983. — № 5. — С. 38—41.
- Прусс И. В. Кому нужна «вечная молодость»? // Знание — сила. — 1983. — № 8. — С. 14—16.

1984
- Прусс И. В. Театр: время перемен // Знание — сила. — 1984. — № 12. — С. 13—15.

1985
- Прусс И. В. Экономическое мышление: оно должно измениться : [Беседа с членом-корреспондентом АН СССР Л. И. Абалкиным] // Знание — сила. — 1985. — № 5. — С. 18—20.
- Прусс И. В. Куда, откуда, почему // Знание — сила. — 1985. — № 7. — С. 26—28.
- Прусс И. В. Социальный механизм экономики : [Беседа с академиком Т. И. Заславской] // Знание — сила. — 1985. — № 10. — С. 3—5.
- Прусс И. В. Эксперимент и его перспективы : [Беседа с членом-корреспондентом АН СССР П. Г. Буничем] // Знание — сила. — 1985. — № 11. — С. 3—4.
- Прусс И. В. Варианты развития : [Беседа с д-ром экон. наук Г. Х. Поповым] // Знание — сила. — 1985. — № 12. — С. 9—11.
- Прусс И. В. Молодость и зрелость // Знание — сила. — 1985. — № 12. — С. 47. — Рец. на кн.: Бестужев-Лада И. В. Молодость и зрелость. Размышления о некоторых социальных проблемах молодёжи. — М. : Политиздат, 1984. — 207 с. — (Личность. Мораль. Воспитание).

1986
- Прусс И. В. Заработанная плата // Знание — сила. — 1986. — № 5. — С. 11—14 ; № 6. — С. 6—8.

1987
- Прусс И. В. Богатство индивидуальности // Знание — сила. — 1987. — № 2. — С. 17—19, 105—107.

1988
- Прусс И. В. Эксперимент совсем не лабораторный, или Можно ли делать намного больше на том же оборудовании и по той же технологии? // Знание — сила. — 1988. — № 1. — С. [II], 1—5.

1989
- Прусс И. В. Убавилась охота к перемене мест // Знание — сила. — 1989. — № 1. — С. 50—51.
- Прусс И. В. Мы выбираем снова — через двадцать лет // Знание — сила. — 1989. — № 4. — С. 54.
- Прусс И. В. За цифрой в бухгалтерской ведомости // Знание — сила. — 1989. — № 5. — С. 23.
- Прусс И. В. Рабочий на заводе: хозяин или подёнщик? // В человеческом измерении : [сб. ст.] / ред.-сост. и автор предисл. А. Г. Вишневский. — М. : Прогресс, 1989. — С. 148—169. — ISBN 5-01-002028-9.

1990
- Прусс И. В. Бремя свободы и безответственность нищеты // Знание — сила. — 1990. — № 11. — С. [II], 1—7.
- Прусс И. В. Будущее — в разнообразии экономических реформ : [Беседа с чешским социологом Вацлавом Шамонилом] // Знание — сила. — 1990. — № 12. — С. 36—38.
- Прусс И. В. И снова на пороге : [Беседа с сотрудниками партнёрской организации «Фонд Сорос — Советский Союз» Ниной Буис и Энтони Рихтером] // Знание — сила. — 1990. — № 12. — С. 71.

1993
- Прусс И. В. Как Пряхин искал свою личность // Знание — сила. — 1993. — № 1. — С. 30—39 ; № 5. — С. 49—55 ; № 6. — С. 64—72 ; № 8. — С. 57—63 ; № 10. — С. 65—72 ; 1994. — № 3. — С. 74—83.
- Прусс И. В. Общество трудовых коллективов? // Знание — сила. — 1993. — № 9. — С. 49—58.
- Прусс И. В. Урок поэзии : [Беседа с учительницей литературы московской школы № 57 Н. А. Шапиро] // Знание — сила. — 1993. — № 12. — С. 96—103.

1994
- Прусс И. В. Силуэты на фоне храма : [Беседа с исследовательницей фонда «Общественное мнение» В. Ф. Чесноковой] // Знание — сила. — 1994. — № 12. — С. 56—64.

1995
- Прусс И. В. Мечи и орала // Знание — сила. — 1995. — № 5. — С. 68—75.
- Прусс И. В. Слишком много денег : [Беседа с американским экологом Полом Солер-Салом] // Знание — сила. — 1995. — № 12. — С. 17—23.
- Прусс И. В. «Я не строила журнал. Он сам строился» : С Ниной Сергеевной Филипповой, главным редактором журнала «Знание — сила» (1965—1989 годы), беседует просто редактор И. Прусс // Знание — сила. — 1995. — № 12. — С. 62—66.
- Прусс И. В. Как опальные учёные журнал спасали // Знание — сила. — 1995. — № 12. — С. 113—114.

1996
- Прусс И. В. Выживем вместе? // Знание — сила. — 1996. — № 1. — С. 4—7.
- Прусс И. В. Куда идёт Россия // Знание — сила. — 1996. — № 2. — С. 86—87.
- Прусс И. В. Католики в России // Знание — сила. — 1996. — № 4. — С. 145.
- Прусс И. В. Демографические парадоксы // Знание — сила. — 1996. — № 5. — С. 68—75.
- Прусс И. В. Великий незнакомец // Знание — сила. — 1996. — № 10. — С. 8—11.
- Прусс И. В. Бесконечное ожидание апокалипсиса // Знание — сила. — 1996. — № 11. — С. 98—99.
- Прусс И. В. История. Записи на теле // Знание — сила. — 1996. — № 12. — С. 50—51.
- Прусс И. В. Между травмой и надеждой // Знание — сила. — 1996. — № 12. — С. 123. — Рец. на кн.: Фигдор Г. Дети разведённых родителей: между травмой и надеждой / пер. с нем. Д. Видра. — М. : Наука, 1995. — 375, [1] с. — ISBN 5-02-012260-2.

1997
- Прусс И. В. Наука жива? По какому адресу она живёт? // Знание — сила. — 1997. — № 2. — С. 6—14.
- Прусс И. В. Сангвиник Винни-Пух и истерик Тиггер // Знание — сила. — 1997. — № 2. — С. 88—89.
- Блехер Л. И. Ярмарка «Отрада» / записала И. [В.] Прусс // Знание — сила. — 1997. — № 2. — С. 99—106.
- Прусс И. В. Рывок в будущее или движение по кругу? : (Экономические взгляды современных русских националистов) // Политические исследования. — 1997. — № 3. — С. 53—54.
- Прусс И. В. «Win-los» и «win-win», или О словах, которые стремятся к самоосуществлению // Знание — сила. — 1997. — № 4. — С. 9—12.
- Прусс И. В. Научные коллекции: продать, отдать, сохранить? // Знание — сила. — 1997. — № 4. — С. 84—85.
- Прусс И. В. О ближних, дальних и немного о себе // Знание — сила. — 1997. — № 6. — С. 31—42.
- Прусс И. В. Самая читающая // Знание — сила. — 1997. — № 6. — С. 79—80.
- Прусс И. В. Кадры решают всё, или О несбыточности планетарного либерализма // Знание — сила. — 1997. — № 9. — С. 82—83.
- Прусс И. В. Лёгкая, престижная и выгодная работа // Знание — сила. — 1997. — № 12. — С. 76—77.

1998
- Прусс И. В. Легенды и мифы современной России: нет у нас никаких «новых русских» : [Беседа с социологом, д-ром филос. наук Л. Д. Гудковым] // Знание — сила. — 1998. — № 1. — С. 24—31.
- Прусс И. В. Они упустили свой шанс. Правда, у них его никогда и не было : [Беседа с NN, экспертом «в маске»] // Знание — сила. — 1998. — № 1. — С. 32—38.
- Прусс И. В. Как живём, так и умираем // Знание — сила. — 1998. — № 1. — С. 86—87.
- Прусс И. В. Анекдот умер? Да здравствует анекдот! // Знание — сила. — 1998. — № 2. — С. 104—105.
- Прусс И. В. Нерест // Знание — сила. — 1998. — № 3. — С. 80—81.
- Прусс И. В. Сколько ест твоя корова и сколько мусора в Usenet? // Знание — сила. — 1998. — № 4. — С. 38—41.
- Прусс И. В. Штучный народ // Знание — сила. — С. 74—75.
- Прусс И. В. Страхи // Знание — сила. — 1998. — № 5. — С. 94—95.
- Прусс И. В. На лесенке // Знание — сила. — 1998. — № 6. — С. 74—75.
- Прусс И. В. Общие человеческие ценности // Знание — сила. — 1998. — № 7. — С. 96—97.
- Прусс И. В. Хлеб, вода и телевизор — лучшие друзья россиян и американцев // Знание — сила. — 1998. — № 8. — С. 108—109.
- Прусс И. В. Памперсы // Знание — сила. — 1998. — № 9—10. — С. 64—65.
- Прусс И. В. Безъязычие : [Беседа с социологом, культурологом, переводчиком Б. В. Дубиным] // Знание — сила. — 1998. — № 11—12. — С. 39—43.
- Прусс И. В. Обратный билет // Знание — сила. — 1998. — № 11—12. — С. 75—76.
  - То же:  Обратный билет, 1999

1999
- Прусс И. В. Страна полусирот? // Знание — сила. — 1999. — № 1. — С. 32—39.
- Прусс И. В. Обратный билет // Знание — сила. — 1999. — № 1. — С. 76—77.
  - То же:  Обратный билет, 1998
- Прусс И. В. Безумный третий мир // Знание — сила. — 1999. — № 2—3. — С. 72—74.
- Прусс И. В. Маленький человек и власть // Знание — сила. — 1999. — № 2—3. — С. 102.
- Прусс И. В. История культуры как история становления личности // Знание — сила. — 1999. — № 2—3. — С. 112—113. — Рец. на кн.: Пелипенко А. А., Яковенко И. Г. Культура как система. — М. : Языки русской культуры, 1998. — 376 с. — (Язык. Семиотика. Культура). — ISBN 5-7859-0047-6.
- Прусс И. В. Она стала бы крупным учёным, но судьба сложилась иначе : [Беседа с сотрудниками Г. В. Старовойтовой — социологом Л. В. Иодковской, этнографами Н. Е. Руденским и М. А. Членовым] // Знание — сила. — 1999. — № 4. — С. 32—35, 38—45.
- Прусс И. В. Бедные мы бедные // Знание — сила. — 1999. — № 4. — С. 64—65.
- Прусс И. В. Всё мы едем и едем куда-то… // Знание — сила. — 1999. — № 4. — С. 79.
- Прусс И. В. Аферы с участием толпы // Знание — сила. — 1999. — № 5—6. — С. 45—52.
- Прусс И. В. «Драматическая социология» // Знание — сила. — 1999. — № 5—6. — С. 100—101. — Рец. на кн.: Алексеев А. Н. Драматическая социология : (Эксперимент социолога-рабочего) : [в 2 кн.]. — СПб. : Ин-т социологии РАН, С.-Петерб. фил., Группа изучения динамики массового сознания, 1997. — ISBN 5-201-02493-9.
- Прусс И. В. От испытаний к испытаниям. И все — на прочность // Знание — сила. — 1999. — № 5—6. — С. 104—105.
- Прусс И. В. Успех // Знание — сила. — 1999. — № 7—8. — С. 101.
- Прусс И. В. Перед рассудком — предрассудок // Знание — сила. — 1999. — С. 104—105.
- Прусс И. В. Повторение — мать учения. И нашей глупости // Знание — сила. — 1999. — № 9—10. — С. 96—97.
- Прусс И. В. Письмо главному редактору журнала «Знание — сила» (1965—1989) Филипповой Нине Сергеевне // Знание — сила. — 1999. — № 9—10. — С. 119.
- Прусс И. В. «Время вынужденных поворотов» : [Беседа с социологом, д-ром филос. наук Ю. А. Левадой] // Знание — сила. — 1999. — № 11—12. — С. 28—33.

2000
- Прусс И. В. Почему врут дети // Знание — сила. — 2000. — № 4. — С. 72—73.
- Прусс И. В. Постучаться в «чёрный ящик» // Знание — сила. — 2000. — № 5—6. — С. 75—77.
- Прусс И. В. Диплом и мандат // Знание — сила. — 2000. — № 10. — С. 24—25.
- Прусс И. В. Звонят. Откройте дверь! // Знание — сила. — 2000. — № 10. — С. 75—79.
- Прусс И. В. Наш юбилей // Знание — сила. — 2000. — № 12. — С. 4.

2001
- Прусс И. В. Игра в будущее // Знание — сила. — 2001. — № 1. — С. 17—21.
- Прусс И. В. Ответственность, вина и память // Знание — сила. — 2001. — № 2. — С. 11—16.
- Прусс И. В. Русский человек на randez vouz с Америкой // Знание — сила. — 2001. — № 4. — С. 42—46.
- Прусс И. В. Тройное дно ящика с игрушками // Знание — сила. — 2001. — № 10. — С. 32—38.

2002
- Прусс И. В. Сила слабости и слабости силы // Знание — сила. — 2002. — № 1. — С. 96—103.
- Прусс И. В. Сексуальная революция? В городе Шадринске её не было // Знание — сила. — 2002. — № 2. — С. 76—83.
- Прусс И. В. Стакан — полупуст? Или — полуполон? // Знание — сила. — 2002. — № 5. — С. 12—20.
- Прусс И. В. Петербургский десант // Знание — сила. — 2002. — № 6. — С. 58—65.
- Прусс И. В. Говорит «молчаливое большинство» // Знание — сила. — 2002. — № 6. — С. 66—67.
- Прусс И. В. Ручки, ножки, огуречик… // Знание — сила. — 2002. — № 12. — С. 52—60.

2003
- Прусс И. В. Десятый // Знание — сила. — 2003. — № 2. — С. 12—19.
- Прусс И. В. Общество зрителей : [Беседа с социологом, культурологом, переводчиком Б. В. Дубиным] // Знание — сила. — 2003. — № 3. — С. 12—20.
- Прусс И. В. Великая виртуальная революция : [Беседа с кинокритиком, социологом, культурологом, канд. филос. наук Д. Б. Дондуреем] // Знание — сила. — 2003. — № 3. — С. 21—27.
- Прусс И. В. Ландшафт в пространстве и пространство без ландшафта // Знание — сила. — 2003. — № 3. — С. 114—116.
- Прусс И. В. Поезд из прошлого — в будущее // Знание — сила. — 2003. — № 8. — С. 99—101.

2004
- Прусс И. В. Мышление как дар и окаянство // Знание — сила. — 2004. — № 2. — С. 46—54.
- Прусс И. В. Роман с учёным // Знание — сила. — 2004. — № 3. — С. 125—126. — Рец. на кн.: Вишневский А. Г. Перехваченные письма : роман-коллаж. — М. : ОГИ, 2001. — 565, [1] с. — ISBN 5-94282-045-7.
- Прусс И. В. Игра как жизнь // Знание — сила. — 2004. — № 4. — С. 61—66.
- Прусс И. В. Утраченные иллюзии : [Беседа с социологом, культурологом, переводчиком Б. В. Дубиным] // Знание — сила. — 2004. — № 5. — С. 16—23.
- Прусс И. В. Счёты с жизнью // Знание — сила. — 2004. — № 5. — С. 28—30.

2005
- Прусс И. В. Советская история в исполнении современного подростка и его бабушки // Неприкосновенный запас. — 2005. — № 2—3. — С. 116—122.
- Прусс И. В. Дуэт для многих голосов // Знание — сила. — 2005. — № 3. — С. 20—28.
- Прусс И. В. Гражданское общество: абонент временно недоступен // Знание — сила. — 2005. — № 6. — С. 113—114.
- Прусс И. В. Друзья-товарищи // Знание — сила. — 2005. — № 8. — С. 22—28.
- Прусс И. В. Орден от президента // Знание — сила. — 2005. — № 8. — С. 101—102.
- Прусс И. В. Демографические странности // Знание — сила. — 2005. — № 9. — С. 86—90.
- Прусс И. В. Демографические странности России // Знание — сила. — 2005. — № 11. — С. 108—113.

2006
- Прусс И. В. Взросление // Знание — сила. — 2006. — № 2. — С. 10—12.
- Прусс И. В. Легенда Пушкинской площади // Знание — сила. — 2006. — № 6. — С. 89—97.
- Прусс И. В. Зомби, гипноз и культурные сценарии // Знание — сила. — 2006. — № 7. — С. 67—75.
- Прусс И. В. Люди имеют право знать, что угрожает земле, на которой они живут, и влиять на принятие решений, связанных с такой угрозой // Знание — сила. — 2006. — № 12. — С. 42—46.

2007
- Прусс И. В. Страна городов // Знание — сила. — 2007. — № 5. — С. 23—32.
- Прусс И. В. Российский крест // Знание — сила. — 2007. — № 6. — С. 69—74.
- Прусс И. В. Личное время // Знание — сила. — 2007. — № 7. — С. 94—101.
- Прусс И. В. Времена // Знание — сила. — 2007. — № 8. — С. 20—29.
- Прусс И. В. Ударники капиталистического труда и прочие люди… // Знание — сила. — 2007. — № 9. — С. 26—32.
- Прусс И. В. Больной всё-таки скорее жив // Знание — сила. — 2007. — № 10. — С. 101—106.

2008
- Прусс И. В. «Понаехали тут»… // Знание — сила. — 2008. — № 1. — С. 50—59.
- Прусс И. В. Закройте дверь, пожалуйста! // Знание — сила. — 2008. — № 3. — С. 35—43.
- Прусс И. В. Любите ли вы Брамса? // Знание — сила. — 2008. — № 4. — С. 109—114.
- Прусс И. В. «Путей у России много. Только они неисповедимы» // Знание — сила. — 2008. — № 5. — С. 76—82.
- Прусс И. В. Вы только подумайте… // Знание — сила. — 2008. — № 6. — С. 16—25.
- Прусс И. В. Мужской шовинизм. О механизме сохранения культурных стереотипов // Знание — сила. — 2008. — № 7. — С. 52—59.
- Прусс И. В. Семейная история страны // Знание — сила. — 2008. — № 8. — С. 60—65.
- Прусс И. В., Розанов М. В. Без границ // Знание — сила. — 2008. — № 11. — С. 62—72.
- Прусс И. В. Слово формирует взгляд // Знание — сила. — 2008. — № 12. — С. 18—26.
- Прусс И. В. Человек в истории. Россия, XX век // Знание — сила. — 2008. — № 12. — С. 68—72.

2009
- Прусс И. В. Безграмотность времён интеллектуальных технологий // Знание — сила. — 2009. — № 3. — С. 62—73.
- Прусс И. В. Ищите и обрящете. Непременно // Знание — сила. — 2009. — № 6. — С. 58—66.
- Прусс И. В. Великая депрессия в цитатах // Знание — сила. — 2009. — № 7. — С. 19—21.
- [Прусс И. В.] Рузвельт велик, и дело его живёт // Знание — сила. — 2009. — № 7. — С. 22—28.
- [Прусс И. В.] Миф о том, как Рузвельт спас Америку // Знание — сила. — 2009. — № 7. — С. 29—38.
- [Прусс И. В.] Невыученные уроки // Знание — сила. — 2009. — № 7. — С. 39—45.
- Прусс И. В. Александр Зиновьев как зеркало советской интеллигенции // Знание — сила. — 2009. — № 8. — С. 93—98.
- Прусс И. В. Десятый // Знание — сила. — 2009. — № 8. — С. 112.
- Прусс И. В. Кризис — время очищения // Знание — сила. — 2009. — № 9. — С. 68—71.
- Прусс И. В. Лекарства от неизлечимых болезней // Знание — сила. — 2009. — № 11. — С. 65—71.

2010
- Прусс И. В. Кризис бродит по России // Знание — сила. — 2010. — № 1. — С. 18—27.
- Прусс И. В. Инновации в долине Рура // Знание — сила. — 2010. — № 1. — С. 32—41.
- Прусс И. В. Коммунопатология // Знание — сила. — 2010. — № 2. — С. 104—109.
- Прусс И. В. Отец, муж, мальчишка // Знание — сила. — 2010. — № 3. — С. 18—28.
- Прусс И. В. Прекрасные дамы — мамы // Знание — сила. — 2010. — № 3. — С. 29—40.
- Прусс И. В. Давай закурим, товарищ, по одной… // Знание — сила. — 2010. — № 4. — С. 100—103.
- Прусс И. В. Новые поводы для гордости великороссов // Знание — сила. — 2010. — № 5. — С. 16—22.
- Прусс И. В. Полуглобальная Москва // Знание — сила. — 2010. — № 8. — С. 33—41.
- Прусс И. В. Время и бремя невинности // Знание — сила. — 2010. — № 9. — С. 70—77.
- Прусс И. В. Инновации по-китайски : [Беседа с китаеведом, канд. геогр. наук, д-ром ист. наук Я. М. Бергером] // Знание — сила. — 2010. — № 10. — С. 81—87.
- Прусс И. В. Куда ни кинь // Знание — сила. — 2010. — № 11. — С. 37—43.
- Прусс И. В. «Коля, беги!» // Знание — сила. — 2010. — № 12. — С. 42—48.

2011
- Прусс И. В. Роман с социологией // Знание — сила. — 2011. — № 1. — С. 17—21.
- Прусс И. В. Потенциал: может быть реализован. Может — не быть // Знание — сила. — 2011. — № 3. — С. 30—39.
- Прусс И. В. «Я Сталина не видела, но я его люблю» // Знание — сила. — 2011. — № 6. — С. 24—25.
- Прусс И. В. Пошли в музей! // Знание — сила. — 2011. — № 10. — С. 31—35.
- Прусс И. В. Имитация // Знание — сила. — 2011. — № 11. — С. 24—31.

2012
- Прусс И. В. Сад краеугольных камней // Знание — сила. — 2012. — № 2. — С. 20—28.
- Прусс И. В. Фальшлор // Знание — сила. — 2012. — № 10. — С. 30—39.

2013
- [Прусс И. В.] Такая маленькая зарплата // Знание — сила. — 2013. — № 1. — С. 17—28.
- [Прусс И. В.] Диплом и рубль // Знание — сила. — 2013. — № 1. — С. 29—36.
- [Прусс И. В.] Из порочного круга : [Беседа с профессором, научным руководителем НИУ — Высшей школы экономики Е. Г. Ясиным] // Знание — сила. — 2013. — № 1. — С. 37—44.
- Прусс И. В. Третий возраст // Знание — сила. — 2013. — № 4. — С. 24—37.
- Прусс И. В. Парты для среднего класса // Знание — сила. — 2013. — № 9. — С. 20—27.
- Прусс И. В. Разве бывают такие академики? Особенно в общественных науках… // Знание — сила. — 2013. — № 12. — С. 90—93.
- Прусс И. В. Сделайте мне красивше // Знание — сила. — 2013. — № 12. — С. 118—122.

2014
- Прусс И. В. Имитация // Знание — сила. — 2014. — № 3. — С. 22—31.
- Прусс И. В. Русский язык в школе и дома : [Беседа с лингвистом, профессором РГГУ и НИУ ВШЭ, д-ром филол. наук М. А. Кронгаузом] // Знание — сила. — 2014. — № 3. — С. 32—39.

2015
- Прусс И. В. Мигрантизация // Знание — сила. — 2015. — № 2. — С. 19—22.
- [Прусс И. В.] Мигранты и российская демографическая яма // Знание — сила. — 2015. — № 2. — С. 23—28.
- Прусс И. В. Политические приключения исторической науки // Знание — сила. — 2015. — № 4. — С. 19—23.
- Прусс И. В. Едвабне // Знание — сила. — 2015. — № 4. — С. 24—31.
- [Прусс И. В.] Трагедия Трианона, или Заговор виноватых // Знание — сила. — 2015. — № 4. — С. 32—39.
- Прусс И. В. Эстонская миниатюра // Знание — сила. — 2015. — № 4. — С. 40—47.

2016
- Прусс И. В. Попробуйте быть здоровым… // Знание — сила. — 2016. — № 6. — С. 32—43.

2017
- Прусс И. В. Нам не понять, нам не понять… : Несколько совершенно дилетантских мыслей на полях прекрасной книги Бориса Жукова «Введение в поведение…» // Знание — сила. — 2017. — № 2. — С. 95—101. — Рец. на кн.: Жуков Б. Б. Введение в поведение : История наук о том, что движет животными и как их правильно понимать. — М. : АСТ : CORPUS, 2016. — 400 с. — (Primus). — ISBN 978-5-17-096009-5.